# Letepsammia superstes
Espèce
Statut CITES
Letepsammia superstes est une espèce de coraux appartenant à la famille des Micrabaciidae.